# مؤتمر سيواس

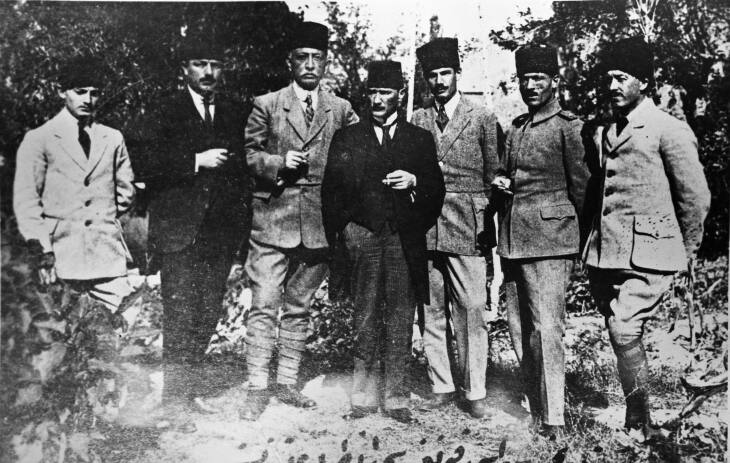
أعلام الحركة الوطنية التركية في مؤتمر سيواس. من اليسار إلى اليمين: مظفر قلج، حسين رؤوف أورباي، بكر سامي بك قندح، مصطفى كمال (أتاتورك)، روشان أشرف، جميل جاهد، جواد عباس.

كان مؤتمر سيواس (بالتركية: Sivas Kongresi) عبارة عن تجمع للحركة الوطنية التركية لمدة أسبوع من 4 إلى 11 سبتمبر 1919 في مدينة سيواس في وسط شرق الأناضول، والذي وحد المندوبين من جميع الولايات الأناضولية العثمانية. كانت الدولة العثمانية قد انقضت في ذلك الوقت من الناحية العملية، وفي وقت انعقاد المؤتمر، كانت عاصمة الدولة (إستانبول) محتلة إلى جانب مدن ومناطق كثيرة. تم إصدار الدعوة إلى المؤتمر من قبل مصطفى كمال في نشرة تعميم أماسية قبل ثلاثة أشهر وتم التعامل مع الأعمال التحضيرية خلال مؤتمر أرضروم. اتخذ المؤتمر في سيواس عددًا من القرارات الحيوية التي تشكلت بشكل أساسي من خلال السياسة المستقبلية التي سيتم تنفيذها في سياق حرب الاستقلال التركية.
على الرغم من كونه أصغر من مؤتمر أرضروم (إذ ضمَّ 38 مندوبًا)، فقد جاء المندوبون من منطقة جغرافية أوسع مما كان عليه الحال في مؤتمر أرضروم. إلى جانب مؤتمر أرضروم، حدد مؤتمر سيواس النقاط الرئيسية لحزب الميثاق الوطني الذي قدمته الحركة الوطنية التركية مع حركات المقاومة الأخرى ضد الحلفاء للعمل مع حكومة السلطنة في إستانبول. وقعت الهيئتان على بروتوكول أماسية في الشهر التالي، يوم 22 أكتوبر 1919، ودعت إلى انتخابات جديدة على أن يناقش مجلس المبعوثان اتفاقات المؤتمر بعد ذلك. بمجرد وصول أخبار المؤتمر إلى الحلفاء المحتلين إستانبول، قاموا بحل مجلس المبعوثان، وبعد ذلك أصبح ما تبقى من آثار السلطنة العثمانية معادية للحركة الوطنية التركية في أنقرة.